# Цветана Георгиева (литературовед)
Вижте пояснителната страница за други личности с името Цветана Георгиева.
Цветана Георгиева (род. Цветанка Георгиева Петрова) е българска литературна историчка, професор в УниБИТ.

## Биография
Цветана Георгиева завършва през 1984 г. специалностите Българска филология (и втора Руски език) в Висшия педагогически институт в Шумен. От 1989 г. е редовна аспирантка в Московския държавен университет „Михаил Ломоносов“ (Руска Федерация), където през 1992 г. защитава дисертация на тема „Сатирический модус человека и мира (на материале творчества М.Е. Салтыкова Щедрина)“. Специализира при известния руски антрополог и семиотик Елеазар Мелетински.
От 1992 г. работи отначало като асистентка, а от 2000 до 2007 г. като доцент в Катедрата по българска литература към Факултета за хуманитарни науки на Шуменския университет „Епископ Константин Преславски“, като защитава хабилитационен труд със заглавие „Българската митологична проза (60-те – 80-те години)“.
В периода 1998 – 2000 е гост-лектор в Измаилския държавен педагогически институт, Украйна. През 2001 – 2007 г. е Директор на Центъра за езикова подготовка на чуждестранни граждани, а от 2002 до 2004 г. – зам. декан във Факултета по хуманитарни науки в ШУ. През 2006 г. създава научна група по Военна история и антропология.
В Шуменския университет чете лекции на бакалаври по дисциплините „Увод в литературознанието“ и „Българска литература след Първата световна война“, а в магистърско направление Теория на литературата – „Стратегии на постмодерния текст“. Води също така избираемите дисциплини „Антропология и проблеми на постмодернизма“ и „Българската емигрантска литература от втората половина на 20 век“.
През 2007 г. защитава дисертация на тема „Мистиката в творби на българските символисти“, с която получава научната степен „доктор на философските науки“. Същата година постъпва на работа в Специализираното висше училище по библиотекознание и информационни технологии в София. Тук чете на бакалаври лекции по „Нова българска литература“ и „Съвременна българска литература“, води дисциплините „Книгознание. Книгата в социокултурната комуникация“, „Културна антропология“ и магистърските курсове „Книгата в епохата на постмодернизма“, „Media Sapiens (Медии – Власт – Език)“, „Имагология и медийна информация“. Професор по теория и история на литературата от 2009 г. През 2008 г. създава научния център „Култура и памет“ към УниБИТ.
От 1995 г. работи в международния научен проект „Идеи в России / Ideas in Russia / Idee w Rosji“. Leksykon rosyjsko-polsko-angielski pod redakcja Andrzeja de Lazari. Лодз (Полша). През 2003 г. участва в „Project post-colony and post-socialism contexts in social scienting writing and teaching“ – Любляна (Словения), през 2002 г. ръководи национален образователен проект към Отворено общество „Равен достъп до висшето образование“, а през 2007 г. – в българо-немския проект „Войната на Централните сили срещу Румъния 1916/17 – културен трансфер в условията на военна коалиция“.

### Монографии
- 1999 – Българска митологична проза. София, 1999, 188 с.
- 2003 – Текст и памет. Велико Търново: Фабер, 2003, 224 с.
- 2005 – Евангелието в литературата на българския модернизъм. Велико Търново: Фабер, 2005, 326 с.[2]
- 2006 – Йордан Радичков: между нагледа и мита. София: Академич. изд. „Марин Дринов“, 2006, 250 с.
- 2008 – Unio mystica и българският символизъм. София: За буквите – О писменехь, 2008, 438 с.
- 2010 – Емануил Попдимитров. Поезия и философия. София: Ан-Ди, 2010, 238 с.
- 2012 – Парадоксите на Еклисиаста. София: Ан-Ди, 2012, 148 с.

### Учебна литература
- Примерни въпроси за тестове за приемни изпити по български език и българска литература... (в съавторство с П. Парижков, А. Тодорова, С. Коларов). – В: Примерни въпроси за кандидатстудентски тестове. Изд. на СВУБИТ, С., 2007, с. 7 – 165.

### Преводи
- Елеазар Мелетински. Поетика на мита. Превод от руски Цветанка Георгиева. Издателска къща „Христо Ботев“. София, 1995, 550 с.